# Palmovi otoki
Palmovovi otok (arab. جزر_النخيل) so trije umetno zgrajeni otoki: Palm Džumeirah, Palm Džebel Ali in Palm Deira, ki se nahajata ob obalah Dubaja v Združenih arabskih emiratih. Otoki bodo povečali dolžino obalo ZAE za 520 kilometrov. Na otokih se nahajajo razkošna stanovanja, vile, hoteli, zabavni centri in drugo. 
Gradnja otoka Palm Džumeirah se je začela leta 2001, kmalu zatem so objavili še podobnega Džebel Ali in zatem še  Palm Deira. Novembra 2014 je bil dokončan samo Palm Džumeirah.
Med Palmovi otoki se nahajajo tudi umetni otoki Svet in The Universe. 

## Galerija
- Fronds in 2007
- Jumeirah core